# Peugeot Hoggar
A Hoggar é uma pick-up de pequeno porte derivada do hatch compacto 207 (ou 206 Plus na Europa). Foi lançada no mercado brasileiro no dia 15 Maio de 2010 com preço inicial de R$ 31,4 mil na versão de entrada X-Line e R$ 43,5 mil na versão Escapade, a mais completa. Sua missão era enfrentar as veteranas Chevrolet Montana, Ford Courier, Fiat Strada e Volkswagen Saveiro. Possuindo uma capacidade de carga de 660 kg e propulsores de 1,4 e 1,6 litro, que rendiam 82 cv com 12,8 kgfm de torque e 113 cv com 15,5kgfm de torque, respectivamente. Em 2013 a X-line, XR e Escapade saíram de linha, sendo substituídas pelas versões Active e Allure, vendidos unicamente como ano-modelo 2013/2014, as últimas versões da pick-up. 
Projetada exclusivamente para o mercado brasileiro, a picape compacta chegou ao mercado em 2010, após a matriz ter investido R$ 100 milhões no desenvolvimento do projeto. No entanto, suas vendas nunca decolaram, e a Hoggar acabou na última colocação do segmento, sendo superada até pela veterana Ford Courier, descontinuada em 2013. A Hoggar parou de ser vendida em 2014, e não deixou sucessor. Foram vendidos apenas 12.935 unidades da Peugeot Hoggar entre 2010 a 2014. Em 2010, o primeiro ano de vendas, foi registrado 4.026 emplacamentos e 5.655 unidades em 2011. Em 2012 com uma paralisação de vários meses na produção, foram 2.156 modelos vendidos, já em 2013 as vendas desabaram para 745 unidades e em 2014 encerrou a carreira com 354 unidades emplacadas.  